# Ма Лінь (футболіст)
Ма Лінь (кит.: 马琳, нар. 28 липня 1962, Ціцікар) — китайський футболіст, що грав на позиції нападника, зокрема за клуб «Ляонін Хувін» та національну збірну Китаю.. По завершенні ігрової кар'єри — тренер.

## Клубна кар'єра
У дорослому футболі дебютував 1982 року виступами за команду «Ляонін Хувін», в якій провів дев'ять сезонів. За цей час гість разів вигравав чемпіонат Китаю, а 1990 року виборов титул клубного чемпіона Азії.
Протягом 1992 року захищав кольори японського «Ніппон Кокан», після чого повернувся на батьківщину, де 1993 року завершував іграву кар'єру в рідному «Ляонін Хувін», у складі якої вже виступав раніше. Повернувся до неї 1993 року, захищав її кольори до припинення виступів на професійному рівні у 1993.

## Виступи за збірну
1985 року дебютував в офіційних матчах у складі національної збірної Китаю.
У складі збірної був учасником кубка Азії з футболу 1988 року в Катарі.
Загалом протягом шестирічної кар'єри в національній команді провів у її формі 35 матчів, забивши 15 голів.

## Кар'єра тренера
Розпочав тренерську кар'єру, повернувшись до футболу після невеликої перерви, 2000 року, ставши асистентом головного тренера в рідному «Ляонін Хувін».
За три роки став головним тренером цієї команди, у подальшому також тренував «Чунцін Ліфань», «Цзянсу Сайнті» та «Далянь Аербін».

## Титули і досягнення
- Чемпіон Китаю (6):

«Ляонін Хувін»: 1985, 1987, 1988, 1990, 1991, 1993
- Володар Кубка Китаю (2):

«Ляонін Хувін»: 1984, 1986
- Клубний чемпіон Азії (1):

«Ляонін Хувін»: 1989–1990